# Battle for Terra
Battle for Terra é um filme de animação por computador, originalmente exibido como Terra, em 2007, baseado num curta-metragem com este nome, dirigido por Aristomenis Tsirbas, que o concebeu inicialmente  com características de live-action em CGI mas depois convertido em animação total. Traz dublagens feitas por Brian Cox, Luke Wilson, Amanda Peet, Dennis Quaid e Justin Long, entre outros.
Estreou em 8 de setembro de 2007, no Toronto International Film Festival, mas seu lançamento comercial nos Estados Unidos ocorreu em 1 de maio de 2009 Originalmente rodado em 2D, foi feito de modo a que uma segunda câmera pudesse ser adicionada ao filme. Após sua exibição em festivais, os distribuidores mostraram interesse e então foi contratada uma equipe para refazer todo o filme de modo que viesse a ter o efeito em 3D.
Venceu o Prêmio de Melhor Longa Animado na versão de 2008 do Ottawa International Animation Festival.

## Sinopse
Terra é o nome pelo qual os seres humanos chamam o planeta artificial ondem vivem, vagando pelo espaço após destruírem os planetas Terra, Marte e Vênus e em busca de um novo lar. Ao encontrá-lo, planejam se estabelecer nele e batizá-lo também de Tera.
Tera é habitada por seres alienígenas que podem flutuar, entre outras coisas. Nessa atmosfera em que não há oxigênio para humanos, Maia conhece um ser humano que caiu com sua nave espacial perto de sua casa. Ela passa a cuidar dele e de um robô, seu melhor amigo. O humano volta para casa e Maia vai resgatar o pai, que foi levado por naves espiãs. Ele morre após ela o achar sendo levado para a morte por incineração. Maia volta para seu planeta, Terra, com o robô.
O capitão da nave obriga a todos os soldados a batalharem para habitarem a Terra. Eles atacam, e o ser humano, por ser contra aquela força, ataca os outros seres humanos acaba com a guerra.